# Verdaille

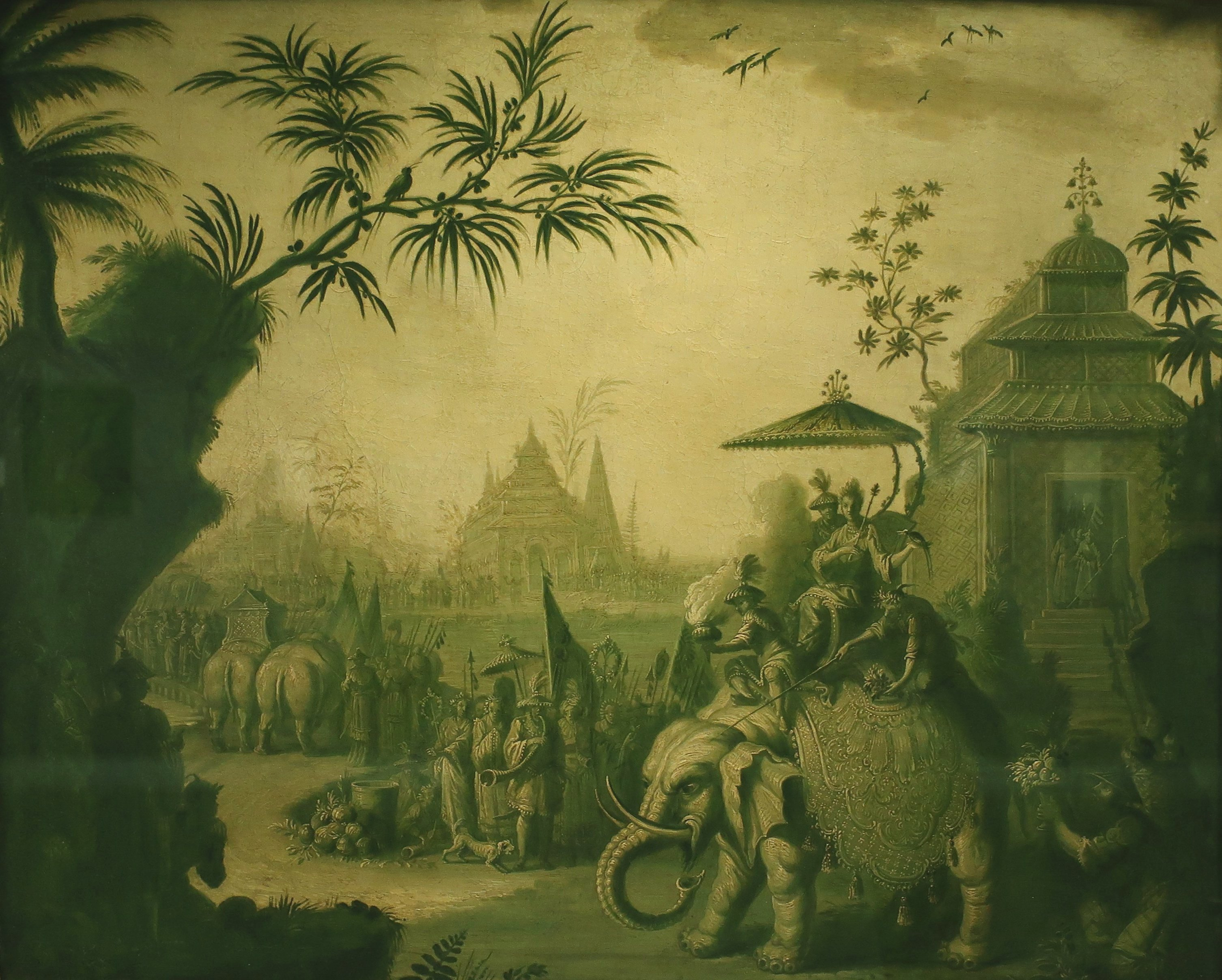
Una processione cinese di figure su elefanti con dietro un tempio, olio su tela in verdaille di Jean-Baptiste Pillement, Honolulu Museum of Art

Un verdaille è una tecnica pittorica o un dipinto eseguito interamente o principalmente nelle tonalità e nelle sfumature del verde. Un dipinto di questo genere è descritto come essere dipinto "en verdaille", dall'omonimo termine francese.
Il verdaille ha le sue origini nelle vetrate del XII secolo fatte per i monasteri cistercensi, che proibirono l'uso del colore nell'arte nel 1134. Questi dipinti sono meno comuni di quelli eseguiti in scala di grigio (grisaille) o nelle tonalità del bruno (brunaille).